# Михе (язык)
Ми́хе (в русскоязычной литературе также мише, миксе; Mixe, Oaxaca Mixean) — языки михейской (михе) ветви языков коренных народов михе-соке, распространённых в Южной Мексике. Согласно классификации 1995 года, из них выделяется 7 языков (в том числе один вымерший). На 4 языках говорят в штате Оахака, обычно называются михе, в то время как двое их родственников распространены в штате Веракрус и обычно называются «пополуками», но иногда также михе («олутанский пополукский» или «олутекский михе» и «саютланский пополукский» или «саюльтекский михе»).
Оахакские языки михе распространены в Сьерра-Михе восточной части штата Оахака, на которых говорят около 188.000 человек народа михе. Это следующие 4 языка: северо-горный (тотонтепекский) михе, на котором говорят в муниципалитете Тотонтепек-Вилья-де-Морелос (наиболее распространённый); юго-горный (тлауитольтепекский) михе, распространённый в муниципалитетах Санта-Мария-Тлауитольтепек, Аютла и Тамасулапан; центральный михе, на котором говорят вокруг муниципалитетов Санта-Катарина-Хукила и Сакатепек; и низменный михе, распространённый в муниципалитете Сан-Хуан-Гичикови (этот язык также известен как «истмусский михе»).